# Homer S. Cummings

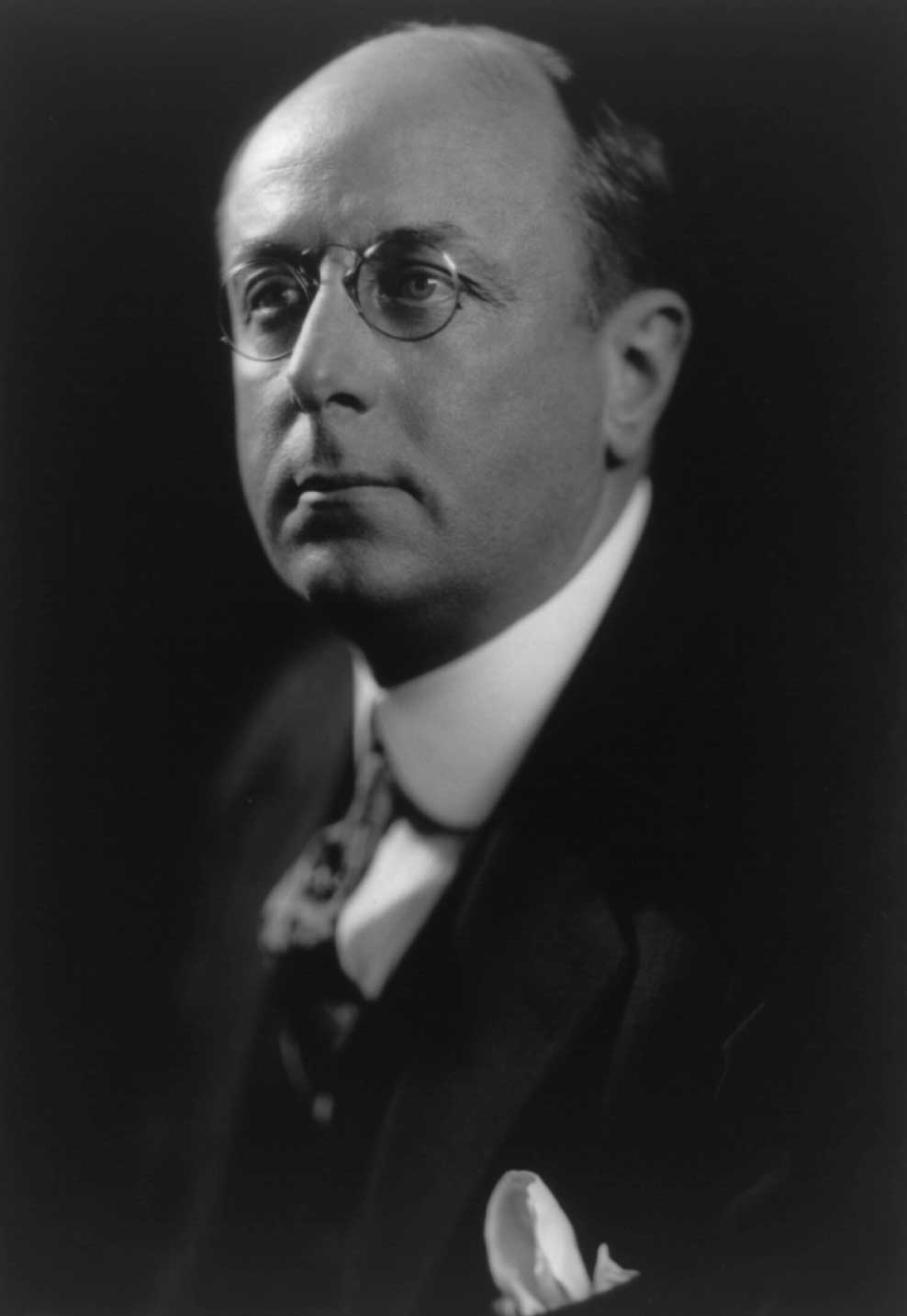
Homer S. Cummings (1920)

Homer Stille Cummings (* 30. April 1870 in Stamford, Connecticut; † 10. September 1956 in Greenwich, Connecticut) war ein US-amerikanischer Jurist, Politiker und Justizminister.

## Studium und Beruf
Cummings absolvierte zunächst ein Studium der Philosophie an der Yale University, welches er 1891 mit einem Bachelor of Philosophy (Ph.B.) abschloss. Daraufhin studierte er an der Yale Law School Rechtswissenschaften und erwarb 1893 den Bachelor of Laws (LL.B.). Zunächst war er als Rechtsanwalt in Stamford tätig, wo er 1909 mit einem Partner die Kanzlei Cummings & Lockwood gründete, in der er bis 1933 Partner war.
Zwischen 1914 und 1924 war er Bezirksstaatsanwalt des Fairfield County. Während seines letzten Amtsjahres kam es dabei zu einem spektakulären Mordprozess, in dem ein Landstreicher des Mordes an einem populären Gemeindepriester auf offener Straße in Bridgeport beschuldigt wurde. Trotz einer erdrückenden Beweislage, die sogar ein Schuldeingeständnis des Landstreichers beinhaltete, führte Cummings eine gründliche Untersuchung des Falles durch, die letztlich feststellte, dass der Landstreicher tatsächlich unschuldig war. 1931 hob eine Kommission um den früheren Justizminister George W. Wickersham diese Ermittlungsleistungen hervor, die letztlich 1947 dazu führten, dass der Regisseur Elia Kazan die Begebenheit unter dem Titel Bumerang (Boomerang!) mit Dana Andrews als Darsteller von Cummings verfilmte.
Als er 1939 als Justizminister aus der Regierung ausschied, war er wiederum als Rechtsanwalt tätig.

## Politisches Leben

### Demokratischer Politiker, Wahlkämpfer und erfolgloser Kongresskandidat
Bereits drei Jahre nach seiner Zulassung zum Rechtsanwalt begann er seine politische Laufbahn mit der Wahlkampfunterstützung des erfolglosen demokratischen Bewerbers bei der Präsidentschaftswahl von 1896, William Jennings Bryan.
1900 kandidierte er erstmals erfolgreich als Bürgermeister von Stamford. Als solcher wurde er 1901 und 1904 wiedergewählt. Während seiner Amtszeit als Bürgermeister begann er mit umfangreichen Baumaßnahmen von Straßen und der Kanalisation, der Reorganisation der Polizei und Feuerwehr sowie dem Anlegen eines Parks, der später nach ihm benannt wurde. 1900 wurde er auch erstmals zum Delegierten von Connecticut im Democratic National Committee gewählt, dem er bis 1925 angehörte.
Bereits 1902 kandidierte er als Abgeordneter des Repräsentantenhauses sowie 1910 und 1916 als US-Senator, unterlag jedoch in allen drei Wahlen.
Während des Wahlkampfes zur Präsidentschaftswahl 1912 war er Leiter des Büros des Sprechers der Demokratischen Partei in Washington. Anschließend war er von 1913 bis 1919 zunächst Stellvertretender Vorsitzender und dann bis 1921 Vorsitzender des Democratic National Committee und damit praktisch Vorsitzender der Demokratischen Partei. Er war daneben 1900, 1904, 1924, 1932, 1936, 1940 und 1944 Delegierter zur Democratic National Convention, die den jeweiligen demokratischen Präsidentschaftsbewerber nominierte.
Bei der Präsidentschaftsnominierung der Demokratischen Partei von 1924 versuchte er die Delegierten zu einem Kompromiss wegen der unterschiedlichen Ansichten zum Ku-Klux-Klan zu bewegen. Anders als viele andere Delegierten aus dem Nordosten unterstützte er aber anstelle von Alfred E. Smith den früheren Finanzminister William Gibbs McAdoo. Letztlich fiel die Wahl jedoch nach dem 103. Wahlgang auf den Außenseiter John W. Davis, der sich für die Wahlrechte von Afroamerikanern einsetzte.
Nach seinem Rücktritt als Justizminister 1939 gehörte er bis 1951 dem Vorstand des Democratic Town Committee von Greenwich an.

### Justizminister unter Präsident Roosevelt
Cummings kehrte erst 1932 wieder ins politische Leben zurück, als er mehrere Senatoren und Kongressabgeordnete durch eine durchschlagende Rede auf der Democratic National Convention in Chicago zur Unterstützung des demokratischen Präsidentschaftsbewerbers Franklin D. Roosevelt bewegte.
Nach der Wahl von Roosevelt zum Präsidenten war er eigentlich als Nachfolger von Theodore Roosevelt junior als Generalgouverneur der Philippinen vorgesehen. Zwei Tage vor seiner Vereidigung verstarb jedoch der designierte Justizminister, Senator Thomas J. Walsh aus Montana.
Aus diesem Grund berief ihn Präsident Roosevelt am 4. März 1933 als Attorney General in sein Kabinett.

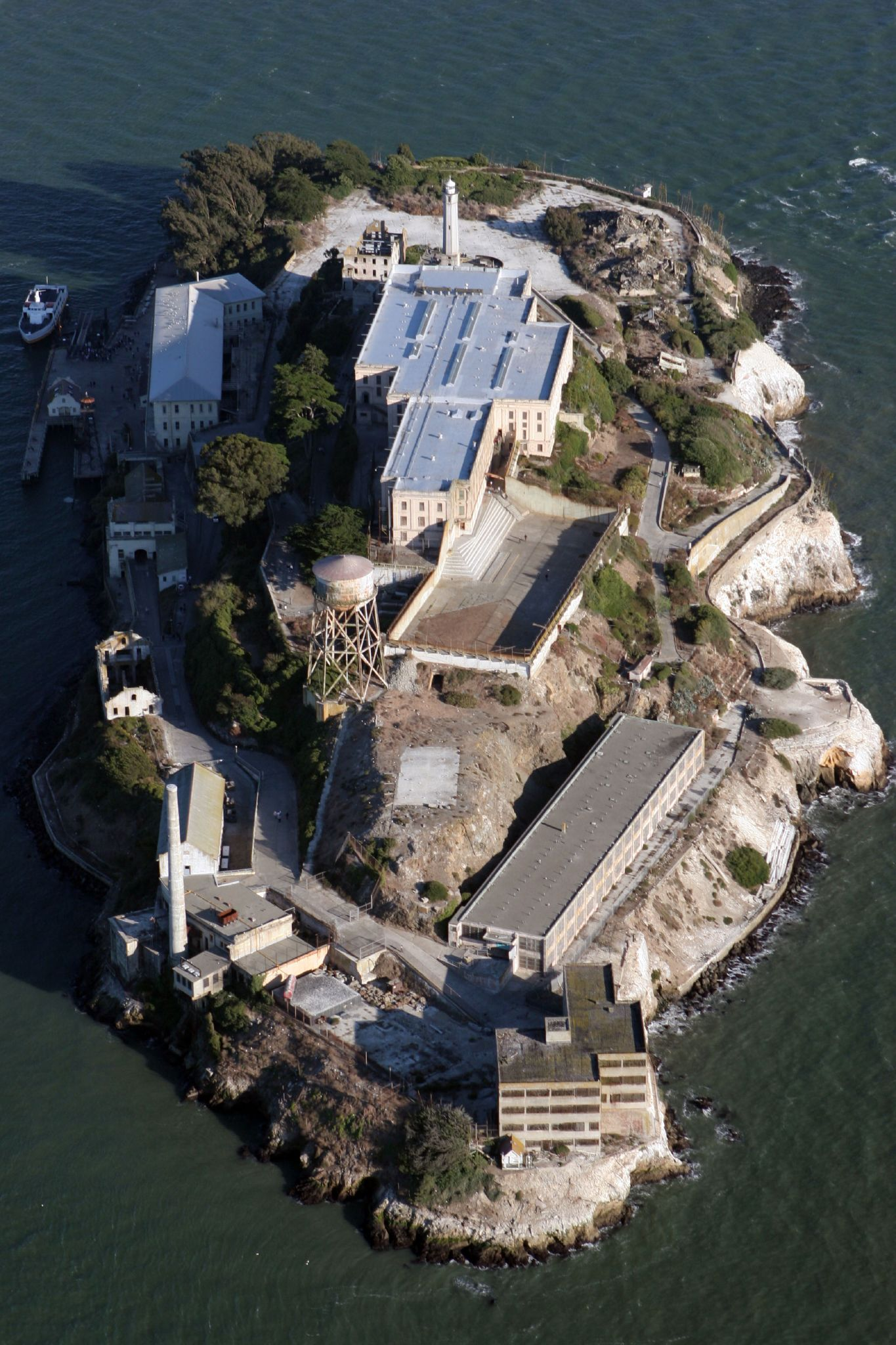
Alcatraz

Als Justizminister leitete er eine umfangreiche interne Reform des Justizministeriums und insbesondere auch der Verfahren an den Bundesgerichten ein. Darüber hinaus brachte er mehrere Gesetze ein, die das Gesetz zur Bestrafung von Entführungen (Lindbergh Law) stärkten, Bankraub als Bundesstraftat ansahen und bundesweite Regelungen zu Feuerwaffen einführten. Ferner stärkte er das Federal Bureau of Investigation (FBI) und führte eine Nationale Kriminalitätskonferenz ein. Cummings unterstützte außerdem den Ausbau der Insel Alcatraz als Bundesgefängnis für Schwerverbrecher.
In seiner Funktion als Justizminister war er andererseits auch der Hauptunterstützer der New-Deal-Programme Roosevelts. Während seiner Amtszeit kam es dabei des Öfteren zu Prozessen vor dem United States Supreme Court über die Rechtsgültigkeit von New-Deal-Gesetzen. Frustriert über die konservative Zusammensetzung des Obersten Gerichtshofes wurde er von Roosevelt gleich nach der Präsidentschaftswahl von 1936 mit dem Entwurf eines Gesetzes zur Reform der Zusammensetzung des Obersten Gerichts beauftragt.
Am 5. Februar 1939 trat er als Justizminister zurück und wurde als solcher von Frank Murphy abgelöst. Mit seiner fast sechsjährigen Amtszeit war er nach William Wirt der Justizminister mit der zweitlängsten Amtszeit.
Später organisierte er auch ein nach ihm benanntes Golfturnier, an dem Persönlichkeiten aus Politik, Verwaltung und Rechtsprechung teilnahmen.

## Veröffentlichungen und Reden
- We can prevent Crime. 1937
- Federal Justice. 1937
- The Selected Papers of Homer Cummings. 1939